# Степанос Епископ
Степанос Епископ (арм. Ստեփանոս Եպիսկոպոս; даты рождения и смерти неизвестны) — армянский летописец XIII века.
Биографические данные неизвестны. Возможно был епископом Нораванка (т.е. Вайоц-дзорской области). Написал хронографический труд «Летопись», в котором рассказывается о событиях, происходивших в течение столетнего периода на Ближнем и Среднем Востоке, в Закавказье и Киликийской Армении. Ранние источники путали Степаноса Епископа со Степаносом Орбеляном († 1304).
«Летопись» Степаноса является продолжением «Хронологии» Самуела Анеци. Охватывает период с 1193 до 1290 годов. Особенно подробно описываются политическое положение в Армении, Грузии и Киликии, завоевания монголов и мамлюков. Хранится в Матенадаране (рукопись № 8481). Отрывки были опубликованы уже в 1913 году, полное издание вышло в свет в 1951 году.